# Малая Осипова
Малая Осипова — река в России, протекает по Крапивинскому району Кемеровской области.
Устье реки находится в 1 км по левому берегу реки Большая Осипова. Длина реки составляет 10 км.

## Данные водного реестра
По данным государственного водного реестра России относится к Верхнеобскому бассейновому округу, водохозяйственный участок реки — Томь от города Новокузнецк до города Кемерово, речной подбассейн реки — Томь. Речной бассейн реки — (Верхняя) Обь до впадения Иртыша.